# Rotbrust-Samenknacker
Der Rotbrust-Samenknacker (Spermophaga haematina), auch Rotbrüstiger Samenknacker oder Geschuppter Samenknacker genannt, ist eine Art aus der Familie der Prachtfinken. Es werden zwei Unterarten unterschieden. Die Art wird wegen ihres farbenprächtigen und kontrastreichen Gefieders gelegentlich als Ziervogel gehalten.

## Beschreibung
Das Männchen hat einen schwarzen Kopf und eine leuchtend rote Brust. Dem Weibchen fehlt das glänzend schwarze Kopfgefieder. Bei ihr ist es dunkel rotbraun und grau. Sie hat außerdem weiße Tropfenflecken auf dem schwarzen Bauchgefieder.
Bei der Balz hält das Männchen einen langen Grashalm im Schnabel und hüpft vor dem Weibchen langsam auf und ab, während er rhythmisch seine Flügel öffnet. Das Nest besteht aus breiten Grasblättern und Farnen, das mit feinen Gräsern und Fasern ausgelegt ist. Beide Elternvögel beteiligen sich am Nestbau. Das Gelege weist zwischen drei und sechs Eier auf. Das Gelege wird 15 Tage bebrütet. Die Nestlingszeit dauert etwa drei Wochen. Die Brutzeit variiert abhängig vom Verbreitungsgebiet.
Das Verbreitungsgebiet des Rotbrust-Samenknackers ist der Westen Afrikas. Er kommt dort in drei verschiedenen Unterarten von Senegal bis zur Mündung des Flusses Kongo vor. Sein Lebensraum sind hohe Grasbestände und dichtes Gebüsch in der Nähe von Ufern und Sümpfen.

## Gefährdung und Schutzmaßnahmen
Aufgrund ihrer weiten Verbreitung stuft die IUCN diese Art als Least Concern ein.

## Haltung als Ziervogel
Rotbrust-Samenknacker wurden schon 1878 durch den Tierhändler Fockelmann in größerer Zahl nach Deutschland eingeführt und über Carl Hagenbeck in den Handel gebracht. Danach scheinen Rotbrust-Samenknacker über längere Zeit nicht mehr oder nur in äußerst geringer Stückzahl eingeführt worden zu sein. Mittlerweile ist der Rotbrust-Samenknacker der einzige Vertreter seiner Gattung, der in nennenswerter Zahl gehalten wird.
Die Haltung des Rotbrust-Samenknackers ist anspruchsvoll. Sie benötigen eine Voliere, die gut mit Pflanzen ausgestattet ist. Die Zucht ist bislang nur einige wenige Male gelungen.

## Belege

### Einzelbelege
1. ↑  Spermophaga haematina in der Roten Liste gefährdeter Arten der IUCN 2013.2. Eingestellt von: BirdLife International, 2011. Abgerufen am 1. Juni 2014.
2. ↑   Nicolai et al., S: 115
3. ↑   Nicolai et al., S. 116